# Kozojídky (Vinary)
Kozojídky (německy Klein Kosojed) jsou vesnice, část obce Vinary v okrese Hradec Králové. Nachází se asi 1,5 km na západ od Vinar. Prochází zde silnice II/280. V roce 2009 zde bylo evidováno 52 adres. V roce 2001 zde trvale žilo 86 obyvatel.
Kozojídky leží v katastrálním území Kozojídky u Vinar o rozloze 1,73 km2.